# اسینو (نوادا)
اسینو، نوادا (به انگلیسی: Osino, Nevada) یک سکونتگاه مسکونی در ایالات متحده آمریکا است که در شهرستان ایلکو، نوادا واقع شده‌است.

## خصوصیات
اسینو ۷۰۹ نفر جمعیت دارد و ۱٬۵۶۴٫۸۶ متر بالاتر از سطح دریا واقع شده‌است.